# القيصر وكليوباترا
القيصر وكليوباترا (بالإنجليزية: Caesar and Cleopatra) هي مسرحية كتبها جورج برنارد شو عام 1898، وتصور رواية خيالية للعلاقة بين يوليوس قيصر وكليوباترا. نُشرت لأول مرة مع مسرحيتي تحول الكابتن براسباوند وتابع الشيطان ضمن مجموعة شو لعام 1901 بعنوان ثلاث مسرحيات للمتطهرين. استند شو في حبكته على كتاب تيودور مومسن تاريخ روما، الذي يقدم صورة إعجابية لقيصر كقائد قوي ورجل عظيم، مما يميز عمله عن مسرحية شكسبير أنطوني وكليوباترا، التي استندت إلى مؤلفات بلوطرخس وسجلات هولنشد. ركز شو على خلفية التدخل الروماني في شؤون الإسكندرية، والتي رأى أنها تشبه الإمبريالية البريطانية في عصره. كما صور كليوباترا في السادسة عشرة من عمرها للتقليل من شأن العلاقة الجنسية بين الشخصيتين الرئيسيتين والتركيز على القصة السياسية.
عُرضت المسرحية لأول مرة في قراءة مسرحية واحدة في نيوكاسل أبون تاين في مارس 1899 لتأمين حقوق النشر، وقامت بالبطولة السيدة باتريك كامبل ونتكومب غولد، على الرغم من أن شو قال إنه كتب دور قيصر خصيصًا لـجونستون فوربس-روبرتسون. قاومت كامبل مفهوم شو لشخصيتها وصورتها بشكل أكثر نضجًا. لم تُعرض المسرحية مرة أخرى حتى مارس 1906، عندما عُرضت دون نجاح في برلين بترجمة ألمانية مع حذف بعض الأجزاء. عُرض نص شو بالكامل في نيويورك لاحقًا في عام 1906 وفي لندن عام 1907، وكلاهما من بطولة غيرترود إليوت وفوربس-روبرتسون.
تلت ذلك العديد من الإنتاجات على مر العقود، وتم تكييف المسرحية للسينما والإذاعة والتلفزيون والمسرح الموسيقي. لعب دور قيصر ممثلون مثل آلان باديل، وجون غيلغد، وأليك غينيس، وسيدريك هاردويك، وريكس هاريسون، ولورنس أوليفييه، وكريستوفر بلامر، وكلود راينس، وغودفري تيرل. أما دور كليوباترا، فلعبته ممثلات منهن بيغي أشكروفت، وكلير بلوم، وغوين فرانكون ديفيز، وفيفيان لي، وليلي بالمر، وفانيسا رديغريف، ودوروثي توتين.

## الحبكة

### الفصل الأول
تنام كليوباترا المراهقة بين كفي تمثال أبو الهول. قيصر، الذي يتجول في ليل الصحراء، يصادف التمثال ويتحدث إليه. تستيقظ كليوباترا وتجيب دون أن يراها. في البداية، يتخيل قيصر أن أبا الهول هو الذي يتحدث. هي، دون أن تتعرف على قيصر، تظنه رجلاً عجوزًا لطيفًا وتخبره بخوفها الطفولي من قيصر والرومان. يحثها قيصر على الشجاعة عندما تواجه الغزاة، ثم يرافقها إلى قصرها. توافق كليوباترا على مضض على الحفاظ على حضور ملكي، لكنها تخشى أن يأكلها قيصر. عندما يصل الحراس الرومان ويحيون قيصر، تدرك كليوباترا أنه كان معها طوال الوقت. تنفجر في البكاء ارتياحًا، وتسقط بين ذراعيه.

### الفصل الثاني
في قاعة بالقصر الملكي في الإسكندرية، يلتقي قيصر بشقيق كليوباترا الأصغر، الملك بطليموس وحاشيته، بمن فيهم وصي الملك الروماني، بوثينوس. يحيي قيصر الجميع بأدب لكنه يطالب بجزية يزعج مبلغها المصريين. يقول إنه سيسوي النزاع بين المطالبين بالعرش المصري بجعل كليوباترا وبطليموس يحكمان معًا.
يهدد المصريون بعمل عسكري ضد قيصر، الذي يأمر روفيو، مساعده العسكري، بالاستيلاء على القصر ومواقع استراتيجية أخرى بما في ذلك فنار الإسكندرية. يعلن بريتانوس، سكرتير قيصر، أن بطليموس وحاشيته أسرى حرب، لكن قيصر يسمح للأسرى بالمغادرة. فقط كليوباترا (مع حاشيتها)، خوفًا من شركاء بطليموس، وبوثينوس (لأسباب خاصة به)، يختاران البقاء مع قيصر. الحصار وشيك؛ يرتدي قيصر درعه ويستعد للمعركة.

### الفصل الثالث
يصور هذا الفصل، الذي اقترح شو حذفه من الإنتاجات نظرًا لطول المسرحية الكبير، الأسطورة القديمة عن تهريب كليوباترا لنفسها إلى حضرة قيصر في منارة فاروس بالاختباء في سجادة ملفوفة. تتعرض المنارة للهجوم ويسبح قيصر وحاشيته إلى سفينة رومانية في الميناء الشرقي، بينما تتشبث كليوباترا بقيصر.

### الفصل الرابع
تمر ستة أشهر والرومان وكليوباترا محاصرون في القصر في الإسكندرية. تتناقش كليوباترا وبوثينوس، وهو أسير حرب، حول ما سيحدث عندما يغادر قيصر في النهاية ويختلفان حول من يجب أن يحكم، كليوباترا أم بطليموس. يفترقان؛ تذهب كليوباترا لتكون مضيفة في وليمة أُعدت لقيصر وقادته، ويذهب بوثينوس ليخبر قيصر أن كليوباترا خائنة تستخدمه فقط لمساعدتها في الحصول على العرش المصري. يعتبر قيصر ذلك دافعًا طبيعيًا ولا يشعر بالإهانة. لكن كليوباترا تغضب من ادعاء بوثينوس وتأمر سرًا ممرضتها، فتاتاتيتا، بقتله، وهو ما تفعله، مما يثير غضب الشعب المصري، الذي يبدأ في اقتحام القصر. يضع قيصر خطة معركة ويغادر للتحدث إلى قواته. في هذه الأثناء، يدرك روفيو أن فتاتاتيتا هي قاتلة بوثينوس، فيقتلها بدوره. تكتشف كليوباترا الجثة الملطخة بالدماء مخبأة خلف ستارة.

### الفصل الخامس
وسط مظاهر فخمة واحتفالات عظيمة، يستعد قيصر للمغادرة إلى روما. لقد اكتسحت قواته جيوش بطليموس وأغرقتها في النيل، وغرق بطليموس نفسه عندما غرقت مركبته. يعين قيصر روفيو حاكمًا للمقاطعة. بينما يتم مد الجسر من الرصيف إلى سفينة قيصر، تصل كليوباترا، مرتدية ملابس الحداد على ممرضتها. تتهم روفيو بقتل فتاتاتيتا. يعترف روفيو بالقتل، لكنه يقول إنه لم يكن من أجل العقاب أو الانتقام أو العدالة: لقد قتلها دون حقد لأنها كانت تشكل تهديدًا محتملاً. يوافق قيصر على الإعدام لأنه لم يتأثر بأخلاقيات زائفة. تظل كليوباترا غير متسامحة حتى يجدد قيصر وعده السابق بإرسال الشاب الوسيم ماركوس أنطونيوس إلى مصر. وهذا يجعلها في حالة من النشوة بينما تبدأ سفينة قيصر في التحرك نحو البحر.

## المواضيع
كان لدى شو افتتان طويل بالقادة الأقوياء، وفي وقت لاحق من حياته كتب بشكل مؤيد لـموسوليني وستالين وهتلر، على الرغم من أنه احتج على "الشكوى السخيفة من أنني انهرت إلى عبادة الديكتاتور في شيخوختي". في وقت كتابة قيصر وكليوباترا، وفقًا لكاتب سيرته الذاتية مايكل هولرويد، كان يتوق إلى قادة أقوياء – رجال عظماء بطبيعتهم. كانت المسرحية، وفقًا لشو، "التمثيل الدرامي الأول والوحيد لأعظم رجل عاش على الإطلاق... إسقاط البطل بالمعنى الكبير للكلمة على المسرح". أراد شو أن يثبت أن السياسة وليس الحب هي التي جذبت كليوباترا إلى قيصر. رأى الإمبريالية الرومانية في مصر القديمة مشابهة للإمبريالية البريطانية التي كانت تحدث في عصره. يفهم قيصر أهمية الحكم الرشيد، ويقدر هذه الأشياء فوق الفن والحب.
تجاهل شو حقيقة علاقة قيصر بكليوباترا: ففي غضون عشرة أشهر من وصوله إلى مصر، كان قيصر التاريخي أبًا لابنها قيصريون.

## الخلفية والإنتاجات الأولى
اعترض شو على الإعجاب المفرط بشكسبير، الذي أطلق عليه "عبادة الشاعر" (Bardolatry)، ووضع مسرحيته قيصر وكليوباترا في مواجهة أنطوني وكليوباترا لشكسبير، مدعيًا أن شخصياته "حقيقية" على عكس شخصيات شكسبير التي كانت "مهووسة بالحب". في تقييم لمسرحية يوليوس قيصر لـساترداي ريفيو، عبر شو عن "اشمئزازه وازدرائه الشديد لهذا التحريف لرجل عظيم وتصويره كمتفاخر سخيف".
بدأ شو كتابة المسرحية في أبريل 1898 وأنهىها بنهاية العام. استند في حبكته على كتاب تيودور مومزن تاريخ روما. قال: "لقد أخذت السرد دون تغيير من مومسن... وجدت أن مومسن قد تصور قيصر كما أردت أن أقدمه". في تصوير مومسن الإعجابي لقيصر كـ"الرجل الكامل والمثالي"، وجد شو النموذج لبطله وقال إنه التزم بمومسن تقريبًا كما التزم شكسبير بـبلوطرخس أو سجلات هولنشد. لقد أساء فهم رواية مومسن عن عمر كليوباترا عندما التقت بقيصر: فقد جعلها شو في السادسة عشرة من عمرها – أي أصغر بخمس سنوات من كليوباترا التاريخية. ناسب هذا شو، الذي كان حريصًا على ضمان عدم وجود أي تلميح لعلاقة جنسية بين الشخصيتين الرئيسيتين.

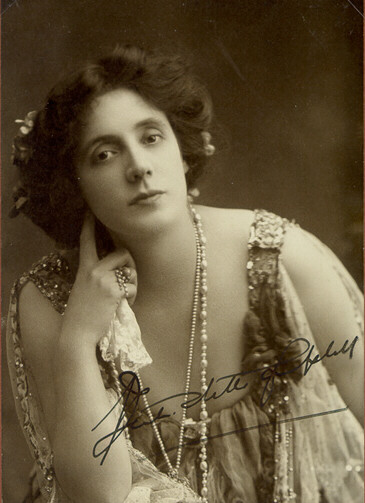
السيدة باتريك كامبل

كُتب دور كليوباترا والممثلة السيدة باتريك كامبل ("ستيلا") في ذهنه. قدمت هي وفرقتها العرض الأول للمسرحية أثناء جولة في نيوكاسل – عرض لمرة واحدة في 15 مارس لتأمين حقوق النشر البريطانية للمسرحية. لم تعجبها المسرحية، وخاصة تصور شو لكليوباترا: كتبت كاتبة سيرتها الذاتية مارغوت بيترز أنها حولت "كليوباترا شو التي كانت مجرد قطة صغيرة إلى لبؤة متمرسة". وفقًا لبيترز، "لم تقدر الدراما اللا رومانسية لشو مع قيصر الحكيم والراقي الذي يزدري الحيل الصغيرة لكليوباترا الشابة جدًا ويسلمها عن طيب خاطر إلى أنطونيو". أدركت كامبل أن الدور المركزي كان لقيصر، وبعد أن لعبت مؤخرًا دور أوفيليا أمام هاملت الذي أداه جونستون فوربس-روبرتسون، لم تكن تنوي أن تلعب دورًا ثانويًا مرة أخرى. عندما نُشرت المسرحية كواحدة من ثلاث مسرحيات للمتطهرين لشو، أهداها نسخة كتب عليها: «إلى ستيلا السخيفة التي ألقت بقيصر وكليوباترا في سلة المهملات، من ج. برنارد شو».
أثار أداء فوربس-روبرتسون لدور هاملت في عام 1897 إعجاب شو. قال لاحقًا: «لقد كتبتُ مسرحية القيصر وكليوباترا من أجل فوربس-روبرتسون، لأنه الممثل الكلاسيكي في هذا العصر، وكان من حقه أن يطلب مني مثل هذه الخدمة. وبدونه، لم تكن مسرحية القيصر وكليوباترا لتُكتب».

### العروض الأولى في نيويورك ولندن
بعد عرضها لمرة واحدة لتأمين حقوق النشر، لم تُعرض المسرحية حتى عام 1906، عندما قدمها ماكس راينهارد بترجمة ألمانية في برلين في 31 مارس 1906. كان الإنتاج فاشلاً، وهو ما عزاه شو إلى الحذف الكبير الذي أجراه راينهارد على النص، مما جعل الأحداث والشخصيات غير مفهومة للجمهور.
كان أول عرض كامل لنص شو في 30 أكتوبر 1906 في مسرح نيو أمستردام بنيويورك. استمر عرضها هناك خلال بقية العام، ثم نُقل الإنتاج إلى لندن، بعد تجربة في الأقاليم، وافتتح في مسرح سافوي في 25 نوفمبر 1907، واستمر حتى 21 ديسمبر.

## إحياءات
- 1913: أُعيد إحياء قيصر وكليوباترا في مسرح دروري لين الملكي في أبريل.[18] أعاد فوربس-روبرتسون وإليوت أدوارهما.[19]
- 1925: في نيويورك، قدم اتحاد المسرح المسرحية لافتتاح مسرحه الجديد، مع ليونيل أتويل وهيلين هيز في الأدوار الرئيسية.[20]
- 1925: قدم باري جاكسون إنتاجًا جديدًا في مسرح كينغزواي في مايو. ترأس شركته شركة برمنغهام ريبيرتوري سيدريك هاردويك وغوين فرانكون ديفيز في الأدوار الرئيسية.[21]
- 1932: في إحياء للمسرحية في مسرح أولد فيك في سبتمبر 1932، من إخراج هاركورت ويليامز، لعب مالكولم كين وبيغي أشكروفت الأدوار الرئيسية، مع طاقم دعم شمل ألاستير سيم وروجر ليفزي.[22]
- 1949: لعب هاردويك وليلي بالمر وبيرثا بيلمور أدوار البطولة في إنتاج على مسرح نيدرلاند في برودواي.[23]
- 1951: لعب لورنس أوليفييه وفيفيان لي الأدوار الرئيسية بالتناوب مع مسرحية شكسبير أنطوني وكليوباترا في مسرح سانت جيمس في لندن، ولاحقًا في برودواي.[18][20]
- 1956: عُرض إنتاج ثانٍ لشركة برمنغهام ريبيرتوري في مسرح أولد فيك في يوليو. لعب جيفري بايلدون ودورين أريس دوري قيصر وكليوباترا، مع برنارد هيبتون ورونالد هاينز في أدوار مساعدة.[24]
- 1971: لعب جون غيلغد دور قيصر في مهرجان تشيتشستر أمام آنا كالدر-مارشال، مع طاقم دعم شمل هارولد إينوسنت، ومايكل ألدريدج، وهوبرت غريغ، وبيتر إيغان.[25] كان غيلغد الخيار الأول لشو للدور في فيلم عام 1945 لكن الممثل رفض العرض بعد لقاء المخرج غابرييل باسكال وكرهه له على الفور.[26]
- 1977: لعب ريكس هاريسون دور قيصر في برودواي، مكررًا دوره الذي رشح لجائزة الأوسكار من فيلم كليوباترا (1963). قامت إليزابيث أشلي بدور كليوباترا.[20]
- 1983: لعب دوغلاس راين دور قيصر ومارتي مارادن دور كليوباترا في إنتاج مهرجان شو.[27]
- 1992: لعب أليك ماكوين وأماندا روت الأدوار الرئيسية في إحياء للمسرحية في مسرح غرينتش في لندن.[28]
- 2008: إنتاج مهرجان ستراتفورد شكسبير، من إخراج ديس مكانوف، وبطولة كريستوفر بلامر بدور قيصر ونيكي م. جيمس بدور كليوباترا. تم تصوير الإنتاج وبثه مباشرة إلى العديد من دور السينما في كندا.[29]
- 2019: عُرض إنتاج لمجموعة جينغولد المسرحية أوف-برودواي في مبنى ثياتر رو، بطولة روبرت كوتشيولي وبريندا براكستون.[30]

## طواقم التمثيل الأصلية
|                    | نيوكاسل             | نيويورك                | لندن                   |
| ------------------ | ------------------- | ---------------------- | ---------------------- |
| يوليوس قيصر        | نتكومب غولد         | جونستون فوربس-روبرتسون | جونستون فوربس-روبرتسون |
| كليوباترا          | السيدة باتريك كامبل | غيرترود إليوت          | غيرترود إليوت          |
| روفيو              | كورتني ثورب         | بيرسي رودس             | بيرسي رودس             |
| بريتانوس           | بروملي دافنبورت     | إيان روبرتسون          | إيان روبرتسون          |
| لوسيوس سبتيموس     | هارلي غرانفيل-باركر | والتر رينغهام          | والتر رينغهام          |
| أبولودوروس         | بيرت توماس          | أ. هيلتون ألين         | لويس ويلوبي            |
| بطليموس الرابع عشر | روبرت فاركوهيرسون   | سيدني كارلايل          | فيليب تونغ             |
| بوثينوس            | ألبرت غران          | تشارلز لانغلي          | تشارلز لانغلي          |
| ثيودوتوس           | هاري غلوفر          | سام ت. بيرس            | سام ت. بيرس            |
| أخيلاس             | — بورتشيلي          | هاليويل هوبز           | جون م. تروتون          |
| بلزانور            | فرانك كيف           | تشارلز فون             | أ. و. تايرر            |
| الفارسي            | إ. بيرترام          | تشارلز بيبي            | س. أ. كوكسون           |
| بيل أفريس          | هاري غرين           | فيرنون ستيل            | س. ب. فون              |
| أستاذ الموسيقى     | بيرسي ريد           | فرانك ريدلي            | فرانك ريدلي            |
| كبير الخدم         | و. رانكين           | ج. هربرت بومونت        | أ. ويتمان              |
| الحارس النوبي      | كون أوبراين         | فرانك بيكلي            | فرانك بيكلي            |
| فتاتاتيتا          | فرانسيس إيفور       | أديلين بورن            | إليزابيث واتسون        |
| تشارميان           | دوروثي هاموند       | دوروثي باجيت           | دوروثي باجيت           |
| إيراس              | إديث يولاند         | إسمي هابارد            | دورا هاركر             |

## الاستقبال النقدي
بعد العرض الأول في برودواي، وصفت صحيفة نيويورك تايمز المسرحية بأنها "شيء يجب أن نكون شاكرين له" وأشادت بالمشهد الافتتاحي في الصحراء بأنه "متعة خالصة ونقية، كوميديا حقيقية تنبع من فكرة كوميدية حقًا".
كتب هنري لويس منكن أن شو يجعل كليوباترا شخصية أكثر إنسانية من قيصر. من وجهة نظر منكن، يظهر قيصر الكثير من "برود الأعصاب الجليدي... شو، في محاولته لجعل الفاتح العظيم معاصرًا، قد أبعده عن أصله نوعًا ما. إنه بالكاد روماني". وتابع منكن:
علقت صحيفة ذا تايمز، في مراجعتها للعرض الأول في وست إند، قائلة: "جوهر 'تاريخه في أربعة فصول'، كما يُوصف بسخرية في برنامج العرض، هو التعبير عن أفكار حديثة، وعامية حديثة، وتلميحات معاصرة من عصرنا على لسان شخصيات تاريخية إلى حد ما من عصر بعيد". وعلق المراجع بأن شو في هذا يتبع خطى كتاب ليبريتو جاك أوفنباخ، هنري ميلهاك ولودوفيك هاليفي – "المحاكاة الساخرة القديمة تنتج ضحكاتها القديمة بطريقتها القديمة". وجد المراجع بعض الحوار "مملًا بعض الشيء" وأن قيصر شو "يقترب جدًا من أن يكون مملاً".
في دراسة عام 1977 لمسرحيات شو حول الموضوعات التاريخية، يكتب ر. ن. روي أن قيصر وكليوباترا، التي نُشرت كواحدة من ثلاث مسرحيات للمتطهرين، "هي مسرحية للمتطهرين من حيث أنها مناهضة للرومانسية... رد فعل مضاد لمسرحية شكسبير أنطونيو وكليوباترا التي تم فيها تحويل الشهوة المطلقة إلى بطولة شعرية". من وجهة نظر روي، لا يهم أن قيصر شو ليس صورة أمينة للشخصية التاريخية: "يحتل قيصر مكانة بارزة جدًا في معرض صور شو. إنه واقعي رائع، إبداع فني سامٍ، ولا يهم أنه ليس نسخة طبق الأصل من قيصر التاريخ".
بعد إحياء للمسرحية عام 1992، علقت صحيفة ذا ستيج:
«المشكلة في قيصر وكليوباترا، التي كتبت عام 1898، هي أنها تنتمي إلى حقبة شاوية سابقة وتستخدم نهجًا منطقيًا للاعتذار جزئيًا عن مظالم الإمبراطورية – الرومانية والبريطانية. في سرد شو، قيصر فيلسوف مرهق من المعارك ذو طابع رواقي، يستنزف خزائن مصر بجو من التنازل الخيّر؛ وكليوباترا أكثر مكرًا من كونها غامضة في البداية، لكنها تتعلم بالقدوة كيف تحول الدهاء المنحط إلى فن سياسي. كلاهما ينتهي بهما الأمر إلى خنق ضميريهما الملطخين بالدماء بالكرامة الكلاسيكية المناسبة. بالكاد يظهر الشعور بالذنب والمسؤولية.»

## نسخ سينمائية وتلفزيونية وصوتية

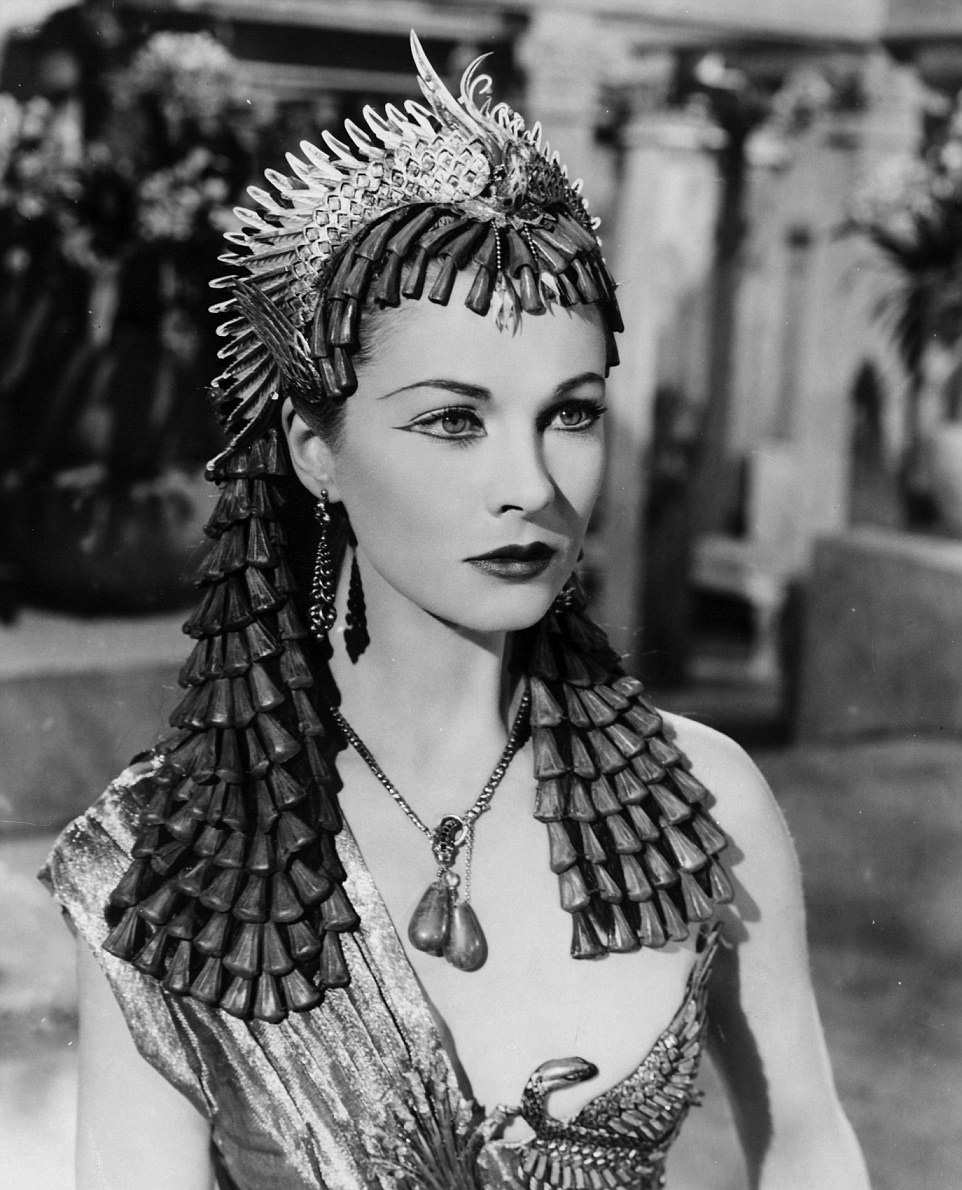
فيفيان لي بدور كليوباترا

كانت مسرحية شو أساسًا للفيلم السينمائي الفخم لعام 1945 قيصر وكليوباترا، بطولة كلود راينس بدور قيصر وفيفيان لي بدور كليوباترا، من إنتاج غابرييل باسكال. تعاون شو بشكل وثيق في هذا الإنتاج. بعد مشاهدة جزء من تصوير الفيلم في استوديوهات دنهام في لندن، علق شو: "يا له من نطاق! يا لها من إمكانيات لا حدود لها!... هنا لديك العالم كله لتلعب به!" كلف الفيلم ثلاثة أضعاف ميزانيته الأصلية وصُنف بأنه "أكبر فشل مالي في تاريخ السينما البريطانية". استقبله النقاد البريطانيون بشكل سيء، على الرغم من أن المراجعات الأمريكية كانت أكثر ودية. شعر شو بخيبة أمل من الفيلم النهائي؛ فقد اعتقد أن بذخه قد أبطل الدراما واعتبر النتيجة "تقليدًا ضعيفًا لـسيسيل بي ديميل".
تم تكييف المسرحية للتلفزيون. كانت النسخة الأولى عام 1956، على قناة إن بي سي، بطولة سيدريك هاردويك بدور قيصر وكلير بلوم بدور كليوباترا، مع سيريل ريتشارد، وفارلي غرانجر، وجاك هوكينز، وجوديث أندرسون. نسخة ثانية من إن بي سي عام 1976، بطولة أليك غينيس بدور قيصر وجينيفيف بوجولد بدور كليوباترا، مع كلايف فرانسيس، ومارغريت كورتيناي وإيان كثبرتسون.
أُنتجت نسخة صوتية للمسرحية عام 1965 بواسطة تسجيلات كايدمون وأخرجها أنتوني كوايل، بطولة ماكس أدريان بدور قيصر وكلير بلوم بدور كليوباترا، مع جوديث أندرسون بدور فتاتاتيتا، وكورين ريدغريف بدور أبولودوروس، وجاك غويليم بدور روفيو. استخدمت هذه النسخة المقدمة البديلة.
بثت إذاعة بي بي سي أربع نسخ مقتبسة من قيصر وكليوباترا:
- 1952، مع غودفري تيرل وكلير بلوم في الأدوار الرئيسية.[43]
- 1963، مع باتريك تروتون وفانيسا رديغريف.[44]
- 1966، مع موريس دنهام ودوروثي توتين.[45]
- 1975، مع آلان باديل بدور قيصر وسارة باديل بدور كليوباترا.[46]

## اقتباس موسيقي
تم تكييف قيصر وكليوباترا للمسرحية الموسيقية في برودواي عام 1968 أول روماني لها من تأليف إرفين دريك؛ لم تكن ناجحة.

## روابط خارجية
Caesar and Cleopatra على موقع الموسوعة البريطانية (الإنجليزية)

- ثلاث مسرحيات للمتطهرين: تلميذ الشيطان، قيصر وكليوباترا، وتحول الكابتن براسباوند، نسخة مرقمنة من الطبعة الأولى من أرشيف الإنترنت.
- قيصر وكليوباترا، بما في ذلك المقدمات البديلة.